# Caleta
Caleta là một chi bướm trong họ Lycaenidae, chủ yếu xuất hiện ở khu vực Đông Nam Á.

## Danh sách loài

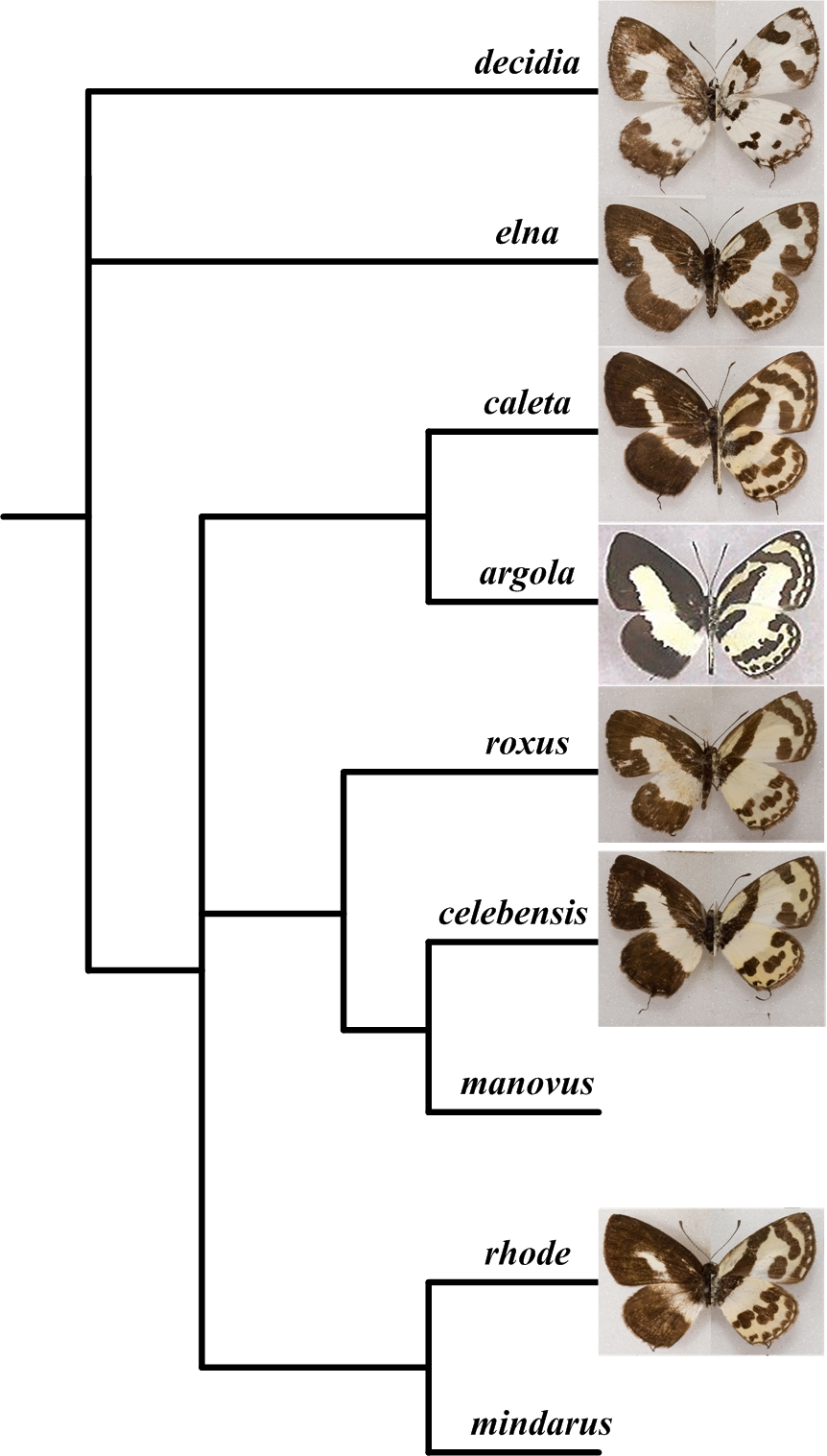
Phân loài chi Caleta theo Hirowatari, 1992

Hiện tại các nhà sinh vật học ghi nhận thống nhất 9 loài Caleta:
- Caleta argola (Hewitson), [1876].
- Caleta caleta (Hewitson), [1876].
- Caleta celebensis (Staudinger), 1889.
- Caleta decidia (Hewitson), [1876].
- Caleta elna (Hewitson), [1876].
- Caleta manovus (Fruhstorfer), 1918.
- Caleta mindarus (C. & R. Felder), [1865].
- Caleta rhode (Hopffer), 1871.
- Caleta roxus (Godart), [1824]